# Stjepan, kralj Engleske
Stjepan, poznat i kao Stjepan od Bloisa († 25. listopada 1154.) bio je engleski kralj od 1135. godine do svoje smrti. Roditelji kralja Stjepana bili su Adela Normanska i Stjepan, grof Bloisa.
Stjepan je naslijedio svoga ujaka, Henrika I. te je isprva bio popularan u narodu i kod vlastele, no 1139. Henrikova kći Matilda, koju je Henrik javno proglasio nasljednicom, pokrenula je napad i u bitci kod Lincolna 1141. pobijedila i zarobila Stjepana. Stjepanova supruga, Matilda, skupila je i povela vojsku te u bitci kod Winchestera porazila imenjakinju i u razmjeni oslobodila Stjepana.
Građanski rat iskoristili su lokalni plemići koji su ojačali svoju vlast i uništili učinkovitu upravu koju je organizirao Stjepanov prethodnik. Stjepanova vladavina došla je na glas kao razdoblje anarhije. Engleska je pretrpjela tertorijalne gubitke na sjeveru (od Škota) te je izgubila Normandiju. Stoga je 1153. sklopljen Westminsterski ugovor prema kojem je dogovoreno da Stjepan ostane kralj. Stjepan je pristao prihvatiti Matildinog sina Henrika za nasljednika. Godinu dana poslije, 1154., Stjepan je umro te je Henrik naslijedio krunu.
| Prethodnik: | Kralj Engleske | Nasljednik: |
| Henrik I.   | Kralj Engleske | Henrik II.  |